# Salvatore Massonio
Salvatore Massonio (L'Aquila, 1559 – L'Aquila, 15 aprile 1629) è stato un letterato, medico e storico italiano vissuto tra il XVI secolo e il XVII secolo.

## Biografia
Figlio di Lorenzo Massonio, si trasferì giovanissimo a Roma per intraprendere gli studi di lettere e filosofia e, successivamente, di medicina, ambito in cui si laureò "con gran lode".
Ritornato in patria poco più che ventenne, nel 1581, non faticò a farsi conoscere e ad integrarsi nel fervido mondo culturale aquilano, entrando in alcuni circoli letterari quali l'Accademia dei Velati e quella dei Fortunati (dove era conosciuto con il nome di Avviluppato); per quest'ultima scrisse e diresse due opere teatrali che riscossero un buon successo.
Dedicatosi in questa fase della sua vita allo studio dei documenti sulla storia dell'Aquila, pubblicò nel 1589 la sua opera più celebre, il Dialogo dell'origine della città dell'Aquila, in cui racconta le vicende della fondazione della città per mezzo di un dialogo fittizio tra due personaggi (denominati Salvatore e Massonio) a passeggio. In questa occasione adattò alla realtà aquilana un brano delle Georgiche di Virgilio, coniando la locuzione latina Immota manet che di lì a poco farà la sua comparsa nello stemma cittadino.
Successivamente pubblicò due raccolte di sonetti, lo studio delle vite di san Bernardino da Siena e del beato Giovanni da Capestrano ed un trattato medico in cui descriveva le proprietà terapeutiche delle acque termali site presso Antrodoco. All'interno dell'eclettica produzione dello studioso trova posto anche il saggio di natura culinaria Archidipno, ovvero dell'insalata e dell'uso di essa pubblicato due anni prima della sua morte, avvenuta all'Aquila nel 1629.